# Bifeprunoks
Bifeprunoks – wielofunkcyjny związek chemiczny, pochodna piperazyny z podstawioną resztą benzooksazolidynonu oraz bifenylu. Badany pod kątem przydatności jako lek przeciwpsychotyczny.
Wieloośrodkowe, randomizowane badanie z podwójną ślepą próbą, porównujące skuteczność bifeprunoksu i risperidonu, wykazało bezpieczeństwo i skuteczność leku w leczeniu zaostrzenia schizofrenii. W sierpniu 2007 roku amerykańska Agencja Żywności i Leków (FDA) odrzuciła wniosek o rejestrację bifeprunoksu jako leku przeciwpsychotycznego. W czerwcu 2009 Solvay i Lundbeck zadecydowały o przerwaniu badań klinicznych III fazy i zaprzestaniu badań nad bifeprunoksem.

## Mechanizm działania
Bifeprunoks jest słabym częściowym agonistą receptorów dopaminergicznych D2 i silnym częściowym agonistą 5-HT1A. Nie ma powinowactwa do receptorów adrenergicznych, histaminowych ani muskarynowych.

## Metabolizm
Metabolizm leku zachodzi w wątrobie przy udziale izoenzymu cytochromu P450 CYP3A4.

## Synteza
Syntezę bifeprunoksu i innych pochodnych piperazyny o powinowactwie do receptorów D2 i 5HT1A przedstawili Feenstra i wsp. w 2001 roku: